# Válečná mlha

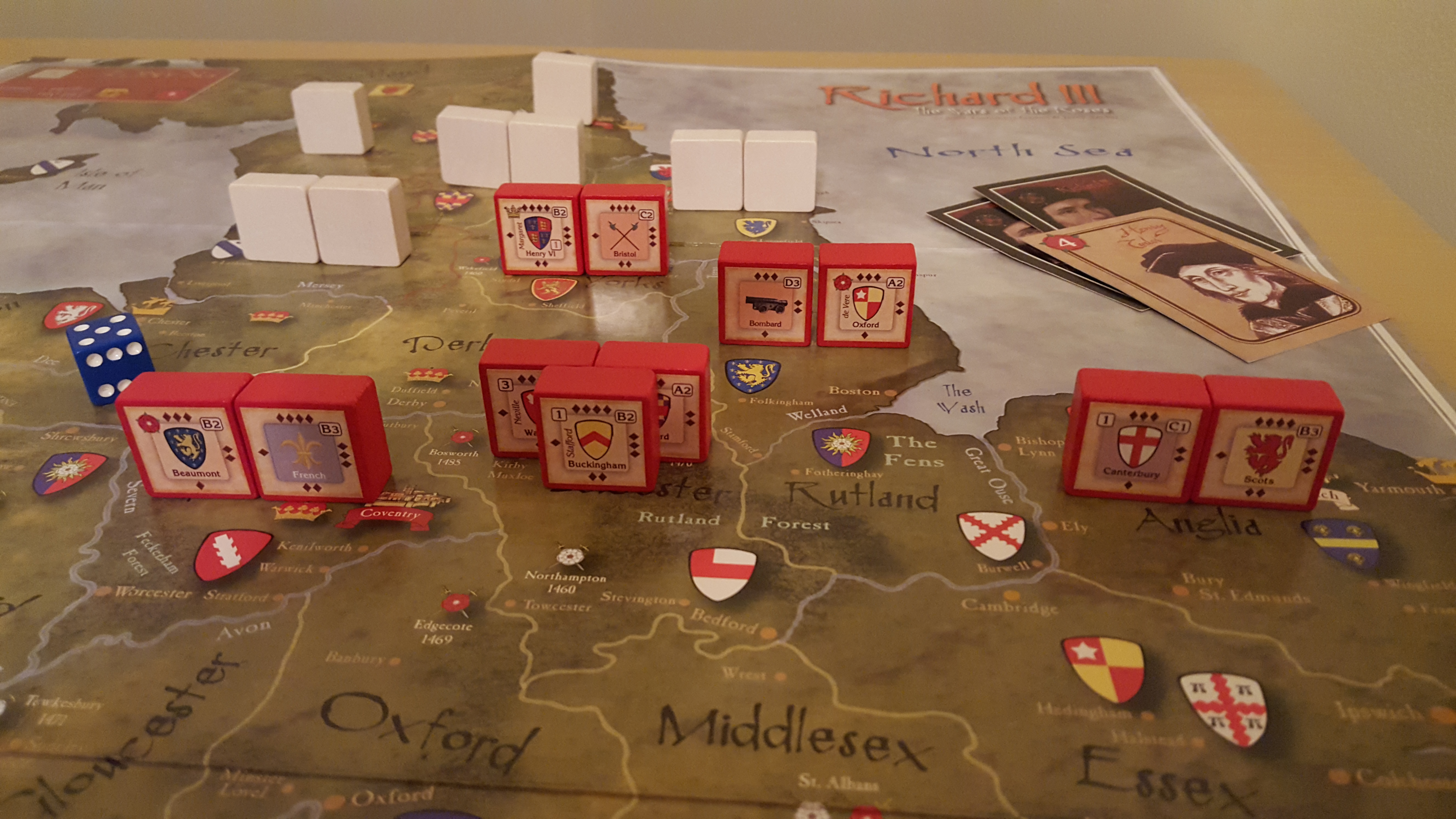
Hra Richard III od společnosti Columbia Games pro 2 hráče ilustruje požití válečné mlhy. Oba hráči vidí specifické údaje jen svých sil.

Válečná mlha je termín popisující situaci, kdy jedna nebo obě válčící strany mají jen malý nebo nulový přehled o rozmístění a konání nepřítele a svá vlastní důležitá rozhodnutí provádějí na základě odhadů nepřátelské činnosti, založených na (někdy i nepodložených) dílčích zprávách, intuici a psychologickém vcítění. Je zřejmé, že válečná mlha může být velkou nevýhodou jak na taktické, tak na strategické úrovni. Tápou-li ve válečné mlze obě strany, je důležité, která z nich ji protrhne jako první, neboť jí to poskytne velikou výhodu. Důležitou roli v protrhávání a rozhánění válečné mlhy hraje rozvědka, hlídky, průzkum a případně i průzkum bojem. Naopak prohloubit ji na straně protivníka mají klamné manévry, skryté přesuny, dezinformace a opatření proti úniku informací.
Pojem válečná mlha se také používá v oblasti videoher, kde označuje území, které je hráči skryto. Dnes koncept FoW najdeme u velké části enginů strategických a taktických her.

## Vojenský původ termínu
První použití se připisuje generálmajorovi a reformátorovi pruské armády Karlovi von Clausewitz, který ve své posmrtně vydané knize tvrdí, že až tři čtvrtiny válečných akcí jsou postiženy mlhou větší nebo menší nejistoty. Tento popis se ujal jako termín Nebel des Krieges nebo Fog of War" (FoW) a pracuje se s ním i v současné vojenské teorii, kde označuje území sice zmapované, ale s nedostatečnými informacemi o síle a pohybu nepřítele, aktuálním stavu cest a mostů, o minových polích, nově vybudovaných zátarasech a pod. Eliminace vlastní nejistoty a zvyšování nejistoty protivníka je předmětem mnoha různých opatření a protiopatření.

## Známé příklady
Klasickým příkladem je bitva u Zenty, kdy výpověď zajatce umožnila Evženu Savojskému zaskočit turecká vojska při přechodu Tisy (nutno ovšem dodat, že mu hodně pomohl fakt, že sultán, přesvědčený o správnosti vlastních odhadů Evženova postupu a o tom, že je ještě daleko, nepovažoval za nutné rozestavit patřičné hlídky a vyslat průzkumníky). Válečná mlha zastírající oči admirála Naguma a jeho štábu byla jednou z hlavních příčin drtivého vítězství Spojenců v bitvě u Midway. Válečná mlha zapříčiněná skutečnou mlhou vedla k porážce rusko-rakouských vojsk v bitvě u Slavkova (zatímco Napoleon měl ze své pozorovatelny nepřátelská vojska jako na dlani, oblast, v níž se nacházely jeho vlastní jednotky, tonula v mlze; mohl tak provádět skryté přesuny, které jeho protivníci zaznamenali, až když bylo pozdě). Hrubá chyba admirála Lütjense, který v kritické chvíli odeslal rádiovou depeši svému velení, protože se mylně domníval, že nepřítel stejně ví, kde se nachází, protrhla závoj válečné mlhy na očích britských pronásledovatelů a vedla k dopadení Bismarcku.

## Zahuštění mlhy
Existuje-li zde možnost, že nepřítel tone ve válečné mlze, je vždy dobré mu ještě více zamlžit situaci klamnými manévry. Jeden z vrcholů tohoto umění předvedli generálové Jackson a Lee v bitvě u Chancellorsville, kde Lee s malou částí vojska předstíral hlavní síly, zatímco ty se pod Jacksonovým vedením skrytě přesunovaly okolo pravého křídla unionistického generála Hookra. Oba si počínali tak dokonale, že když nakonec unionisté Jacksonův přesun zaznamenali, Hooker sice pochopil, že jde o lest, ale vyložil si situaci úplně obráceně – že hlavní síly jsou před ním a kolem jeho křídla se přesunuje malá diverzní jednotka, která ho má zneklidnit a umožnit konfederačním silám ústup. Tento omyl se stal hlavní příčinou následné drtivé porážky Unie.